# W Polskę idziemy
W Polskę idziemy – singel Kazika Staszewskiego promujący album pod tytułem Los się musi odmienić wydany w październiku 2005 roku przez wydawnictwo muzyczne S.P. Records. Tytułowy utwór dotarł do 14. miejsca Listy przebojów Programu Trzeciego.

## Lista utworów
1. „W Polskę idziemy (wersja 1)” – 4:27
2. „W Polskę idziemy (Tenerywersja)” – 5:17
3. „W Polskę idziemy (wersja Ryszarda)” – 5:30
4. „W Polskę idziemy (Longplejowa wersja)” – 7:06
5. „W Polskę idziemy (FPA wersja)” – 6:28
6. „W Polskę idziemy (minimalna wersja)” – 4:39
7. „W Polskę idziemy (ONB wersja)” – 7:13
8. „W Polskę idziemy (wersja letko różniąca się)” – 4:27
9. „Gerard (wersja Izziego)” – 3:45
10. „Gerard (wersja Wojciecha Jabłońskiego)” – 3:51
11. „Gerard (wersja Kazika)” – 3:44
12. „Gerard (wersja wyłącznie Wojciecha Jabłońskiego)” – 3:50
13. „Rozdroże” – 2:48
14. „Hej, hej, zastanuff się” – 2:48
15. „Śledczy Matys” – 3:24
16. „Antoni” – 5:43

słowa i muzyka: Kazik Staszewski
z wyjątkiem "W Polskę idziemy":
słowa: Wojciech Młynarski
muzyka: Jerzy Wasowski